# Chen Dong (Song-dynastie)
Chen Dong (陳 東; 1086-1127) was een student aan de Keizerlijke Universiteit in de hoofdstad Kaifeng tijdens de Song-dynastie. Chen Dong ging op 17-jarige leeftijd naar de universiteit en werd tien jaar later docent aan de academie. Hij kwam in opstand tegen het Song beleid en kwam in 1125 in opstand tegen zes corrupte ambtenaren. Hij verkreeg een historisch aanzien en werd de stem van de publieke opinie genoemd omdat de stem van de docenten en studenten overeenkwam met de stem van het volk en ook van de soldaten. Chen Dong werd geëxecuteerd in 1127, dit was in de tijd dat de stad in handen viel van het Jurchen-volk, de Noordelijke Song-dynastie duurde tot 1127. Later in 1134 is Chen Dong postuum geëerd door Song Gaozong met een minister post. Ondanks de executie van Chen Dong kreeg hij een plaats in de Geschiedenis van de Song (Song boek).
Chen Dong wordt afgebeeld in de Wu Shuang Pu (無雙譜, Table of Peerless Heroes / Boek van Weergaloze Helden), geschreven door Jin Guliang. De afbeeldingen en gedichten voor dit boek werden op grote schaal verspreid en hergebruikt, ook worden de afbeeldingen op porseleinen gebruikt